# قيمة عالمية
القيمة هي قيمة عالمية إذا كانت لها نفس القيمة لجميع الناس. تشمل مجالات القيمة الإنسانية الأخلاق، والتفضيل الجمالي، والسمات، والتقدم الاجتماعي، والنظام الاجتماعي. ما إذا كانت القيم العالمية موجودة أم لا هو تخمين غير مثبت للفلسفة الأخلاقية وعلم الإنسان الثقافي، على الرغم من أنه من الواضح أن بعض القيم موجودة عبر مجموعة كبيرة ومتنوعة من الثقافات البشرية، مثل السمات الأساسية للجاذبية الجسدية (مثل الشباب والتماثل) في حين أن السمات الأخرى (مثل النحافة) تخضع للنسبية الجمالية التي تحكمها المعايير الثقافية. ولا يقتصر هذا الاعتراض على الجماليات. تُعرف النسبية المتعلقة بالأخلاق بالنسبية الأخلاقية، وهي موقف فلسفي يعارض وجود قيم أخلاقية عالمية.